# Bolbella
Bolbella es un género de las mantis, de la familia Mantidae, del orden Mantodea, con las siguientes especies:

## Especies
- Bolbella affinis
- Bolbella brevis
- Bolbella punctigera
- Bolbella rhodesiaca